# Randia guerrerensis
Randia guerrerensis là một loài thực vật có hoa trong họ Thiến thảo. Loài này được Lorence & Rodr.Acosta miêu tả khoa học đầu tiên năm 1986.